# Kanton Sorgues
Der Kanton Sorgues ist ein französischer Wahlkreis für die Wahl des Départementrats im Département Vaucluse in der Region Provence-Alpes-Côte d’Azur. Er entstand 2015 im Rahmen einer landesweiten Neuordnung der Kantone und umfasst fünf Gemeinden. Das Bureau centralisateur befindet sich in Sorgues.

## Gemeinden
Der Kanton besteht aus fünf Gemeinden mit insgesamt 38.054 Einwohnern (Stand: 1. Januar 2022) auf einer Gesamtfläche von 140,69 km²:
| Gemeinde            | Einwohner 1. Januar 2022 | Fläche km² | Dichte Einw./km² | Code INSEE | Postleitzahl | Arrondissement |
| ------------------- | ------------------------ | ---------- | ---------------- | ---------- | ------------ | -------------- |
| Bédarrides          | 5.521                    | 24,79      | 223              | 84016      | 84370        | Avignon        |
| Châteauneuf-du-Pape | 2.045                    | 25,85      | 79               | 84037      | 84230        | Carpentras     |
| Courthézon          | 6.245                    | 32,78      | 191              | 84039      | 84350        | Carpentras     |
| Jonquières          | 5.213                    | 23,87      | 218              | 84056      | 84150        | Carpentras     |
| Sorgues             | 19.030                   | 33,40      | 570              | 84129      | 84700        | Avignon        |
| Kanton Sorgues      | 38.054                   | 140,69     | 270              | 8415       | –            | –              |